# Piasa

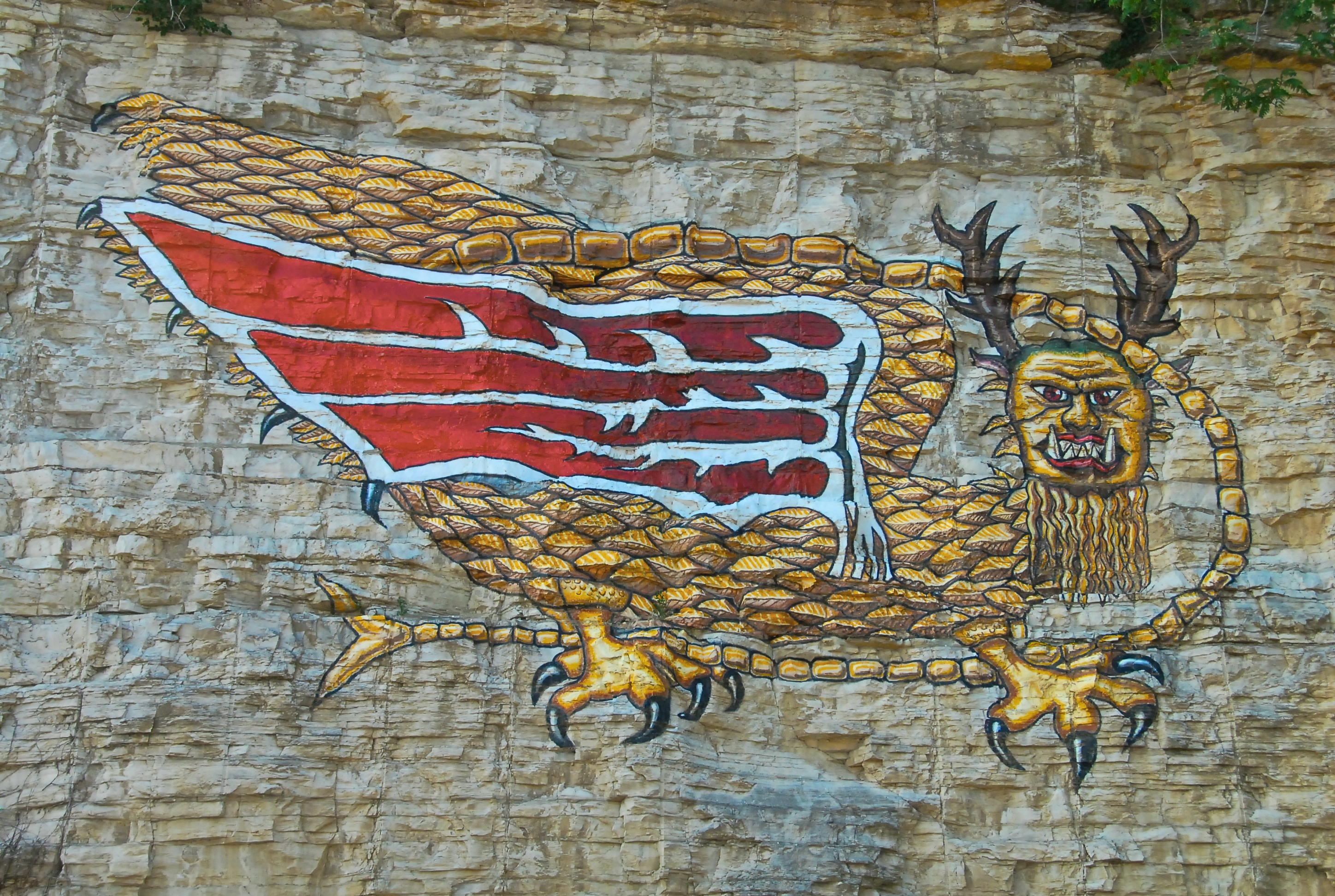

A Piasa ou "Pássaro que devora homens" é um animal mitológico da América do Norte. Ela tem cara e patas de urso, e uma cauda tão grande que pode dar três voltas ao redor de seu corpo. Ela costumava atacar tribos indígenas da América do Norte.
Fonte: TORPIE, Kate, ilus.:David Denn Livro Monstros Mitológicos, Editora Girassol, 2007.